# Burnaby—New Westminster
Pour les articles homonymes, voir Burnaby (homonymie).

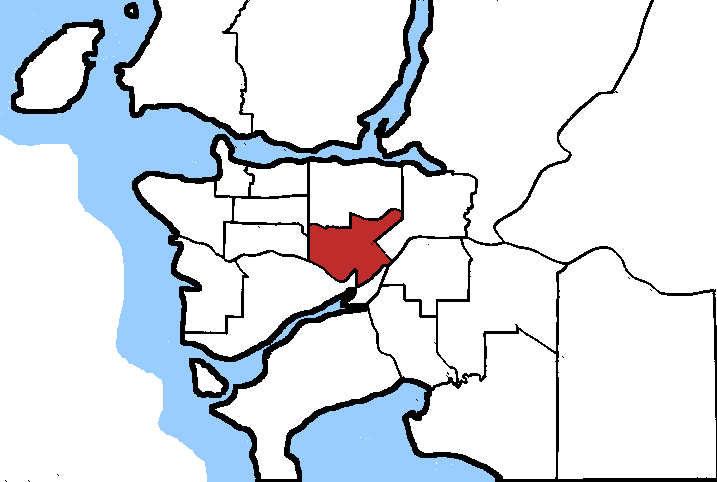
Localisation de la circonscription

Burnaby—New Westminster est une ancienne circonscription électorale fédérale canadienne de la Colombie-Britannique, représentée de 2004 à 2015.
La circonscription se situait au sud-ouest de la Colombie-Britannique et représente entièrement la ville de New Westminster et le sud de Burnaby. 
Les circonscriptions limitrophes étaient Burnaby—Douglas, Delta—Richmond-Est, New Westminster—Coquitlam, Surrey-Nord, Vancouver Kingsway et Vancouver-Sud.
Elle possédait une population de 118 713 personnes, dont 78 714 électeurs, sur une superficie de 43 km2. 

## Résultats électoraux
|       | Candidat         | Parti              | # de voix | % des voix |
|       | Paul Forseth     | Conservateur       | +16 009,  | 35,83 %    |
|       | Garth Evans      | Libéral            | +04 496,  | 10,06 %    |
|       | (x) Peter Julian | NPD                | +22 193,  | 49,67 %    |
|       | Carrie McLaren   | Vert               | +01 731,  | 3,87 %     |
|       | Joseph Theriault | Marxiste-léniniste | +00094,   | 0,21 %     |
|       | Tyler Pierce     | Libertarien        | +00160,   | 0,36 %     |
| Total | Total            | Total              | 44 683    | 100 %      |

|       | Candidat         | Parti              | # de voix | % des voix |
|       | Sam Rakhra       | Conservateur       | +13 151,  | 30,49 %    |
|       | Gerry Lenoski    | Libéral            | +06 681,  | 15,49 %    |
|       | (x) Peter Julian | NPD                | +20 145,  | 46,71 %    |
|       | Carrie McLaren   | Vert               | +03 056,  | 7,09 %     |
|       | Joseph Theriault | Marxiste-léniniste | +00096,   | 0,22 %     |
| Total | Total            | Total              | 43 129    | 100 %      |

## Historique
La circonscription est initialement créée en 2003 à partir de New Westminster—Coquitlam—Burnaby, Vancouver-Sud—Burnaby et Burnaby—Douglas. Abolie lors du redécoupage de 2012, elle est redistribuée parmi Burnaby-Sud, New Westminster—Burnaby et Richmond-Centre.
1. 2004-2015 — Peter Julian, NPD

- NPD = Nouveau Parti démocratique